# The Speer Family
The Speer Family war eine US-amerikanische Gospel-Gruppe. Sie existierte von 1921 bis 1998 und war eine der erfolgreichsten und bekanntesten Gospel-Gruppen, auch auf dem Gebiet des Southern Gospel. Die Gruppe bestand zunächst aus Mitgliedern der Familie Speer, später traten der Gruppe auch andere Musiker bei.

## Wirken
The Speer Family wurde 1921 von George Thomas „Dad“ Speer (1891–1966) und Lena „Mom“ Speer gegründet. Weitere Gründungsmitglieder waren Dad Speers Schwester Pearl Claborn und Schwager Logan Claborn. In der Anfangszeit trat die Gruppe unter dem Namen Speer Quartet auf. Tom reiste durch Alabama, Georgia, Mississippi und Tennessee, um den Lebensunterhalt für seine junge Familie mit Frau und Kindern zu verdienen. Die Gruppe reiste umher und sang in Konzerten und bei unterschiedlichen Veranstaltungen, unter anderem in Kirchen. 1925 traten Logan und Pearl Claborn aus der Gruppe aus, weil sie mit der Musik nicht genug verdienten, um davon zu leben; Logan kehrte zu seinem Beruf als Tischler zurück. Sie traten nur noch selten mit der Gruppe auf. Statt der beiden wurden die ältesten Kinder von Dad und Mom Speer, Brock Speer und Rosa Nell Speer, Mitglieder und Teil der Gruppe. Nach dem Wall Street Marktcrash zu Beginn der 1930er-Jahre zog die Familie nach Lawrenceburg in Tennessee um, da dort die Vaughan Music Company ihren Sitz hatte. Thomas Speer arbeitete zu dieser Zeit als Editor für Liederbücher, Texter und Gesangslehrer. Später wurden auch die beiden anderen Kinder Ben Speer und Mary Tom Speer Mitglied der Gruppe. Ende der 1930er-Jahre wurde Rosa Nell die Pianistin der Gruppe, sodass Lena Speer begann Akkordeon zu spielen. Brock wurde der Bass, Mary Tom sang Alt und Ben war Hauptsänger.
Die Gruppe galt als aufgeschlossen gegenüber neuen Entwicklungen. So wurde sie allerdings zu Beginn des Zweiten Weltkrieges kaum noch von Kirchen engagiert, weil sie angeblich zu jazzig und modern klang. Diese Art der Musik soll aber Grund dafür gewesen sein, das die Gruppe über die Jahre immer wieder neue Erfolge feiern konnte. Sie wahrte zwar auch Tradition und respektierte sie, nahm aber ebenso moderne Entwicklungen in der Gospelmusik auf. Dazu gehörte beispielsweise die Übernahme von modernen Liedern wie The King is Coming von Bill und Gloria Gaither.
Im Jahr 1946 zog die Gruppe nach Nashville, das fortan die Basis der Gruppe war. Dad Speer managte die Gruppe, die pro Jahr knapp 50.000 Meilen reiste. Sie wurde von Bullet, einem Label in Nashville, 1947 unter Vertrag genommen. Später hatte sie Verträge mit Columbia und RCA Victor. Brock und Ben sangen dabei als Hintergrundsänger für zahlreiche Lieder, so auch für einige Aufnahmen von Elvis Presley. Die Gruppe sang bei zahlreichen Radiosendungen im Sender WLAC Nashville.
In den 1950er-Jahen gründeten die beiden Töchter von Tom und Lena Speer eigene Familien und schieden aus der Gruppe aus. Als Ersatz trat die Frau von Brock Speer, Faye Speer, der Gruppe bei. Im Jahr 1954 traten die Speers im Morgenprogramm von WLAC-TV auf. Ebenso begann Joyce Black als zweiter Ersatz in der Gruppe zu singen. Im Jahr 1963 verschlechterte sich die Gesundheit von Dad Speer, sodass er als Sänger ausschied, und Mom Speer beendete ihre Beteiligung, um ihren Mann zu pflegen. Nach seinem Tod kehrte sie kurzzeitig zurück. 1964 wurden die Speers reguläre Mitglieder von Singing Time in Dixie, einer Gospel-Filmshow in Atlanta.
1966 starb George Thomas Speer im Alter von 75 Jahren und wurde daraufhin das erste posthume Mitglied der Gospel Music Hall of Fame, 1967 starb Lena Speer, die 1972 zweites posthumes Mitglied wurde. 1981, zum 60. Jubiläum der Gruppe, wurde ihr ein Congressional Record gewährt. Im Laufe der nächsten Jahrzehnte hatte die Gruppe mehrere Mitgliederwechsel. So sangen Ann Sanders Downing, Sue Chenault Dodge, Sherill Nielsen, Karen Apple, Jeanne Johnson und Arranger Harold Lane als Teil der Gruppe. Zu den Pianisten gehörten Tim Parton und Daryl Williams. Weitere Mitglieder waren Bob Johnson und Charles Yates. Später kam auch die dritte Generation Speers dazu, die Kinder von Brock Speer Susan und Marc Speer sowie Ben Speers Sohn Stephen Speer.
Im Jahr 1993 trat Ben Speer aus der Gruppe aus. Fünf Jahre später entschied Brock Speer, die Gruppe aufzulösen und erklärte sie zur National Quartet Convention 1998 für beendet. Im Jahr 1996 hatte der Abgeordnete Haun eine Resolution in den Senat von Tennessee eingebracht, der Speer Family zu ihrem 75-jährigen Jubiläum zu gratulieren.
Die Gruppe veröffentlichte in der Zeit ihres Bestehens fast 100 Alben und erhielt zahlreiche Grammy-Nominierungen. Außerdem erhielten sie und ihre Mitglieder 14 Dove-Awards. Im Jahr 1997 wurde die Gruppe in die Alabama Hall of Fame und die Alabama Music Hall of Fame und 1998 in die Gospel Music Hall of Fame aufgenommen. Zahlreiche der Mitglieder wurden individuell mit der Aufnahme in die Gospel Music Hall of Fame sowie in die Southern Gospel Music Hall of Fame geehrt.
Der Musikstil der Speers wurde als Teil des Shape-Note bezeichnet. Ihre größte Popularität erreichte die Gruppe nach dem Zweiten Weltkrieg als treibende Kraft des New Nashville Gospel Movement. Die Alabama Music Hall of Fame beschreibt, dass es kaum eine Gospel-Gruppe geben mag, die nicht von der Speer Family beeinflusst ist. Die Gruppe trat im Laufe ihres Bestehens auch unter Speer Family, The Singing Speer Family, Singing Speer Family, The Singing Speers, The Speer Trio und The Speers auf.
Im Jahr 2018 gründeten einige Abkömmlinge der Speer-Familie die New Speer Family.

## Veröffentlichungen (Auswahl)
- 1955: The Speer Family Album (RCA Victor)
- 1958: Songs You’ve Requested (Skylite)
- 1958: Won’t We Be Happy (Skylite)
- 1959: Because of Him (Skylite)
- 1960: The Singing Speers (Skylite)
- 1961: All-Night Singing (Skylite)
- 1962: Family Favorites by the Speer Family (Skylite)
- 1963: Keep a Happy Heart (Skylite)
- 1963: The Speer Family Happy Hour (Skylite)
- 1964: Garden of Melody (Skylite)
- 1966: A Singing Heritage (Skylite)
- 1966: The Happy Jubilee (Skylite)
- 1966: The Gospel in Song (RCA Victor)
- 1967: Rejoicing with Mom (Heart Warming Records)
- 1968: Big Singing Day (Heart Warming Records)
- 1969: Especially Warm (Heart Warming Records)
- 1969: Heavy on Ben (Heart Warming Records)
- 1970: Happy Harmonies (Vista)
- 1970: The Old Rugged Cross Made the Difference (Heart Warming Records)
- 1971: The King Is Coming (Heart Warming Records)
- 1971: Down Home (Heart Warming Records)
- 1971: A Family Affair (Heart Warming Records)
- 1972: In Concert (Heart Warming Records)
- 1973: I Never Shall Forget the Day (Heart Warming Records)
- 1973: Friendship with Jesus (Vista)
- 1973: Gospel Melodies (Vista)
- 1973: Touring That City (Heart Warming Records)
- 1973: He Touched Me (Vista)
- 1974: A Tribute – The Songs of Bill & Gloria Gaither (Heart Warming Records)
- 1974: God Gave the Song (Heart Warming Records)
- 1975: Doug Oldham & The Speers: Doug Oldham & The Speers Live! (Impact)
- 1975: Something Good Is About to Happen (Heart Warming Records)
- 1976: Between the Cross and Heaven (There’s a Whole Lot of Living Going On) (Heart Warming Records)
- 1977: Cornerstone (Heart Warming Records)
- 1978: Promises to Keep (Heart Warming Records)
- 1980: Interceding (Heart Warming Records)
- 1982: Hallelijah! (Heart Warming Records)
- 1983: Tribute (Heart Warming Records)
- 1984: Sunday Morning Singing (Riversong)
- 1984: The Speers Live (feat. The Speer Sisters, Heart Warming Records)
- 1985: Family Reunion (Riversong)
- 1985: Rejoicing! (Riversong)
- 1986: Steppin’ Out on Faith (Riversong)
- 1987: Celebration at Sea (Riversong)
- 1988: Saved to the Uttermost (Riversong)
- 1990: Hallelujah Time (Homeland Records)
- 1992: He Still Reigns (Homeland Records)
- 1994: Giving (Homeland Records)
- 1995: 70th Anniversary Celebration (Homeland Records)
- 1996: 75th Diamond Jubilee (Homeland Records)

## Auszeichnungen
- 1997 Aufnahme in die Alabama Hall of Fame[9]
- 1997: Aufnahme in die Alabama Music Hall of Fame[12]
- 1998: Aufnahme in die Gospel Music Hall of Fame[9]

### GMA Dove Award
Die Speers waren eine der erfolgreichsten Gruppen beim Dove Award.
- 1969 Group of the Year – Sieg
- 1970 Group of the Year – Sieg
- 1972 Group of the Year – Sieg
- 1973 Group of the Year – Sieg
- 1974 Group of the Year – Sieg
- 1975 Group of the Year – Sieg
- 1976 Group of the Year – Sieg
- 1975 Album of the Year – Sieg
- 1976 Southern Gospel Album of the Year für Between Cross and Heaven – Sieg
- 1977 Group of the Year – Sieg
- 1978 Group of the Year – Sieg

### Grammy Awards
- 18. Grammy Awards – Best Inspirational Performance für Something Good is About to Happen – Nominierung[16]
- 19. Grammy Awards – Best Gospel Performance (Other Than Soul Gospel) für Between The Cross And Heaven (There’s A Whole Lot of Living Going On) (Album) – Nominierung[17]
- 20. Grammy Awards – Best Gospel Performance, Traditional für Cornerstone (Album) – Nominierung[18]
- 33. Grammy Awards – Best Southern Gospel Album für He’s Still in The Fire (Album) – Nominierung[19]
- 34. Grammy Awards – Best Southern Gospel Album für Hallelujah Time (Album) – Nominierung[20]
- 35. Grammy Awards – Best Southern Gospel Album für 70th Anniversary Celebration – Nominierung[21]